# Покровская церковь (Тутаев)
Покровская церковь — православный храм в городе Тутаев Ярославской области России. В честь храма названа Покровская улица. Памятник архитектуры федерального значения.

## Описание
Каменный храм Покрова Пресвятой Богородицы в Романове был построен в 1654 году и до 1771 года являлся собором Новопокровского мужского монастыря, а затем стал приходским.
Главный престол освящён в честь Покрова Пресвятой Богородицы, придельный — во имя Иоанна Богослова. Небольшая закрытая паперть церкви расписана в первой половине XVIII века. В 1904 году при приходе была основана богадельня.
В советское время храм непрерывно оставался действующим.

## Реликвии
В Покровской церкви находится считающийся чудотворным список иконы Пресвятой Богородицы «Прибавление ума». Икона написана на холсте, на обратной стороне изображён образ Спасителя.